# WildBrain
WildBrain，原名DHX Media，是一間加拿大媒體製作、發行和廣播公司，於2006年由Decode Entertainment和Halifax Film Company合併而成，是不少兒童電視節目的主要製片商和國際發行商。